# 江村站 (韓國)
江村站（：／ Gangchon yeok */?）是京春線沿線的一座高架車站，位於韓國江原道春川市南山面芳谷里。車站原址位於江村里，2010年京春線複線電氣化工程完工後，車站遷至芳谷里，但站名仍維持「江村」；至於舊站附近的廢棄單線鐵路則改作觀光用鐵路自行車。本站有ITX-青春列車停靠。

## 車站構造
站體為2面4線雙島式月台的地面車站，候車月台設有月台幕門。

### 月台配置
| ↑ 白楊里        |
| ４３ \| ２１ \| |
| 金裕貞 ↓        |

| 月台 | 路線                        | 目的地                   |
| ---- | --------------------------- | ------------------------ |
| 1、2 | ●首都圈電鐵京春線、ITX-青春 | 金裕貞、南春川、春川方向 |
| 3、4 | ●首都圈電鐵京春線、ITX-青春 | 上鳳、清涼里、龍山方向   |

## 歷史
- 1939年7月20日：以無配置簡易站開始營業。
- 1961年7月31日：升格為配置簡易站。
- 1968年4月1日：指定白楊里站為本站管理站。
- 1976年7月10日：停止貨物運輸。
- 1978年12月1日：車站擴建。
- 2010年12月21日：京春線鐵路複線電氣化工程完工，遷移至距離起點62.9公里處，首都圈電鐵京春線開始運行。
- 2011年8月1日：平日急行列車停駛。
- 2012年2月28日：ITX-青春列車開始運行，同時急行列車全面停駛。
- 2017年1月31日：急行列車於平日復駛。

## 車站周邊
- 江村主題樂園
- Yein咖啡館
- 江村橋
- 江村2橋

## 圖片

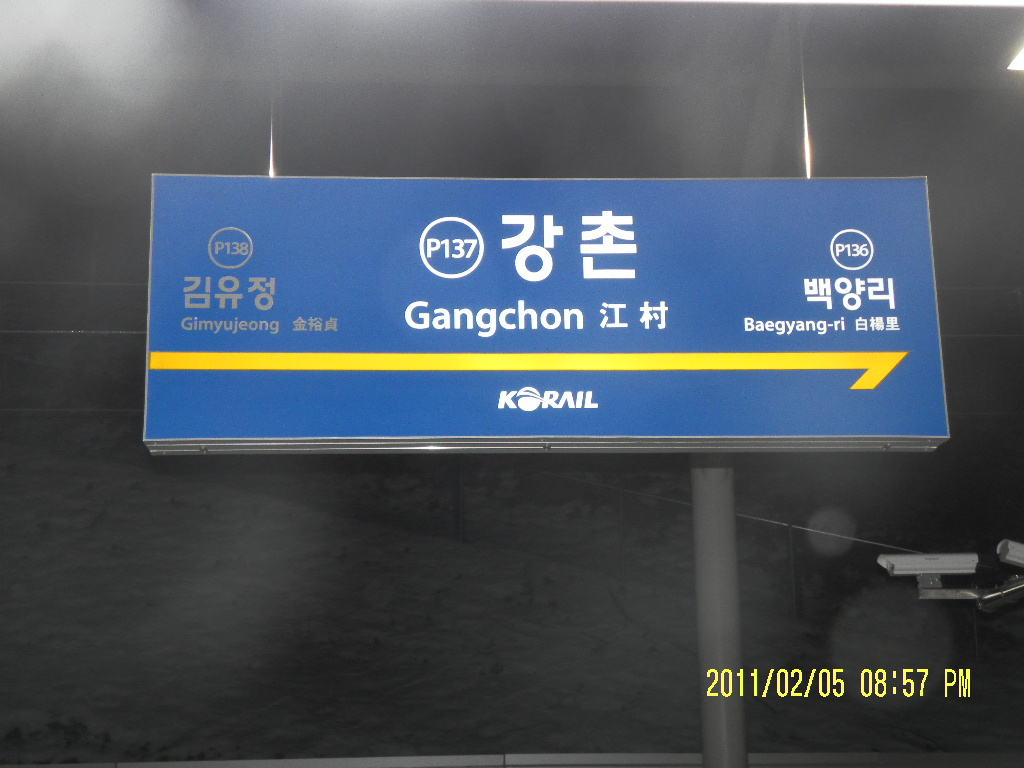
站名牌
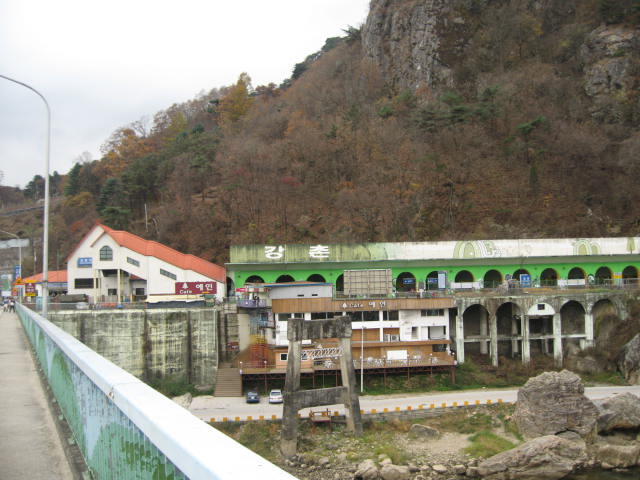
舊站建築
1980年代行駛於京春線的舊型列車

## 相鄰車站
韓國鐵道公社
●首都圈電鐵京春線
急行、ITX-青春
加平（P134）－江村（P137）－南春川（P139）
緩行
白楊里（P136）－江村（P137）－金裕貞（P138）